# Campionati del mondo di atletica leggera 2005 - Staffetta 4×400 metri femminile
La gara della staffetta 4×400 metri femminile dei Campionati del mondo di atletica leggera di Helsinki 2005 si è disputata nelle giornate del 13 agosto (batterie) e 14 agosto (finale).

## Podio
| Posizione | Paese                                                                           |
| --------- | ------------------------------------------------------------------------------- |
| Oro       | Russia Yuliya Pechonkina Olesya Krasnomovets Natalya Antyukh Svetlana Pospelova |
| Argento   | Giamaica Shericka Williams Novlene Williams Ronetta Smith Lorraine Fenton       |
| Bronzo    | Regno Unito Lee McConnell Donna Fraser Nicola Sanders Christine Ohuruogu        |

## Batterie

### Batteria 1
1. Russia (Olesya Krasnomovets, Natalya Antyukh, Tatyana Firova, Olesya Zykina) 3'20"32 Q
2. Polonia (Anna Guzowska, Monika Bejnar, Grażyna Prokopek, Zuzanna Radecka) 3'26"04 Q
3. Bielorussia (Natalya Sologub, Yulyana Zhalniaruk, Anna Kozak, Ilona Usovich) 3'27"65 Q
4. Germania (Claudia Marx, Claudia Hoffman, Corinna Fink, Ulrike Urbansky) 3'27"96 q
5. Senegal (Aïda Diop, Fatou Bintou Fall, Aminata Diouf, Amy Mbacké Thiam) 3'29"03
6. Romania (Angela Moroşanu, Mihaela Stancescu-Neacsu, Alina Râpanu, Maria Rus) 3'30"97
7. Bulgaria (Monika Gachevska, Mariyana Dimitrova, Nedyalka Nedkova, Monika Ivanova) 3'38"96

### Batteria 2
1. Regno Unito (Lee McConnell, Donna Fraser, Nicola Sanders, Christine Ohuruogu) 3'26"19 Q
2. Brasile (Maria Laura Almirão, Geisa Aparecida Coutinho, Josiane Tito, Lucimar Teodoro) 3'26"82 Q
3. Ucraina (Antonina Yefremova, Oksana Ilyushkina, Liliya Pilyuhina, Natalya Pygyda) 3'27"23 Q
4. Giamaica (Shericka Williams, Novlene Williams, Ronetta Smith, Lorraine Fenton) 3'27"87 q
5. Messico (Ruth Grajeda, Gabriela Medina, Mayra González, Magali Yañez) 3'31"41
6. Sudafrica (Amanda Kotze, Dominique Koster, Surita Febbraio, Estie Wittstock) 3'31"71 
  -  Stati Uniti (Suziann Reid, Monique Hennagan, Moushaumi Robinson, Monique Henderson) dq

## Finale
1. Russia (Yuliya Pechonkina, Olesya Krasnomovets, Natalya Antyukh, Svetlana Pospelova) 3'20"95
2. Giamaica (Shericka Williams, Novlene Williams, Ronetta Smith, Lorraine Fenton) 3'23"29
3. Regno Unito (Lee McConnell, Donna Fraser, Nicola Sanders, Christine Ohuruogu) 3'24"44
4. Polonia (Anna Guzowska, Monika Bejnar, Grażyna Prokopek, Anna Jesień) 3'24"49
5. Ucraina (Antonina Yefremova, Oksana Ilyushkina, Liliya Pilyuhina, Natalya Pygyda) 3'28"00
6. Germania (Claudia Marx, Claudia Hoffman, Corinna Fink, Ulrike Urbansky) 3'28"39
  -  Brasile (Maria Laura Almirão, Geisa Aparecida Coutinho, Josiane Tito, Lucimar Teodoro) dq
  -  Bielorussia (Alena Neumiarzhitskaya, Natalya Sologub, Anna Kozak, Ilona Usovich) dq